# Cyrestis maenalis
Cyrestis maenalis är en fjärilsart som beskrevs av Erichs 1834. Cyrestis maenalis ingår i släktet Cyrestis och familjen praktfjärilar. Inga underarter finns listade i Catalogue of Life.

## Bildgalleri

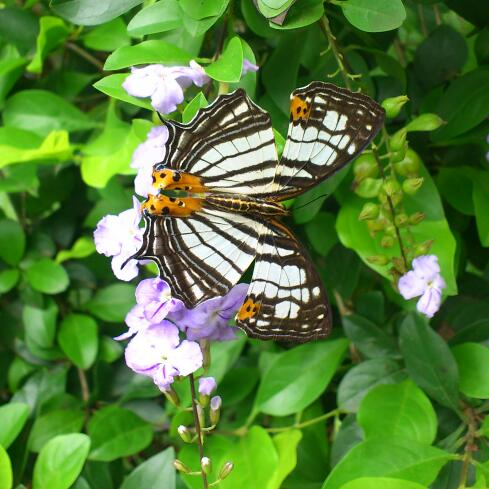
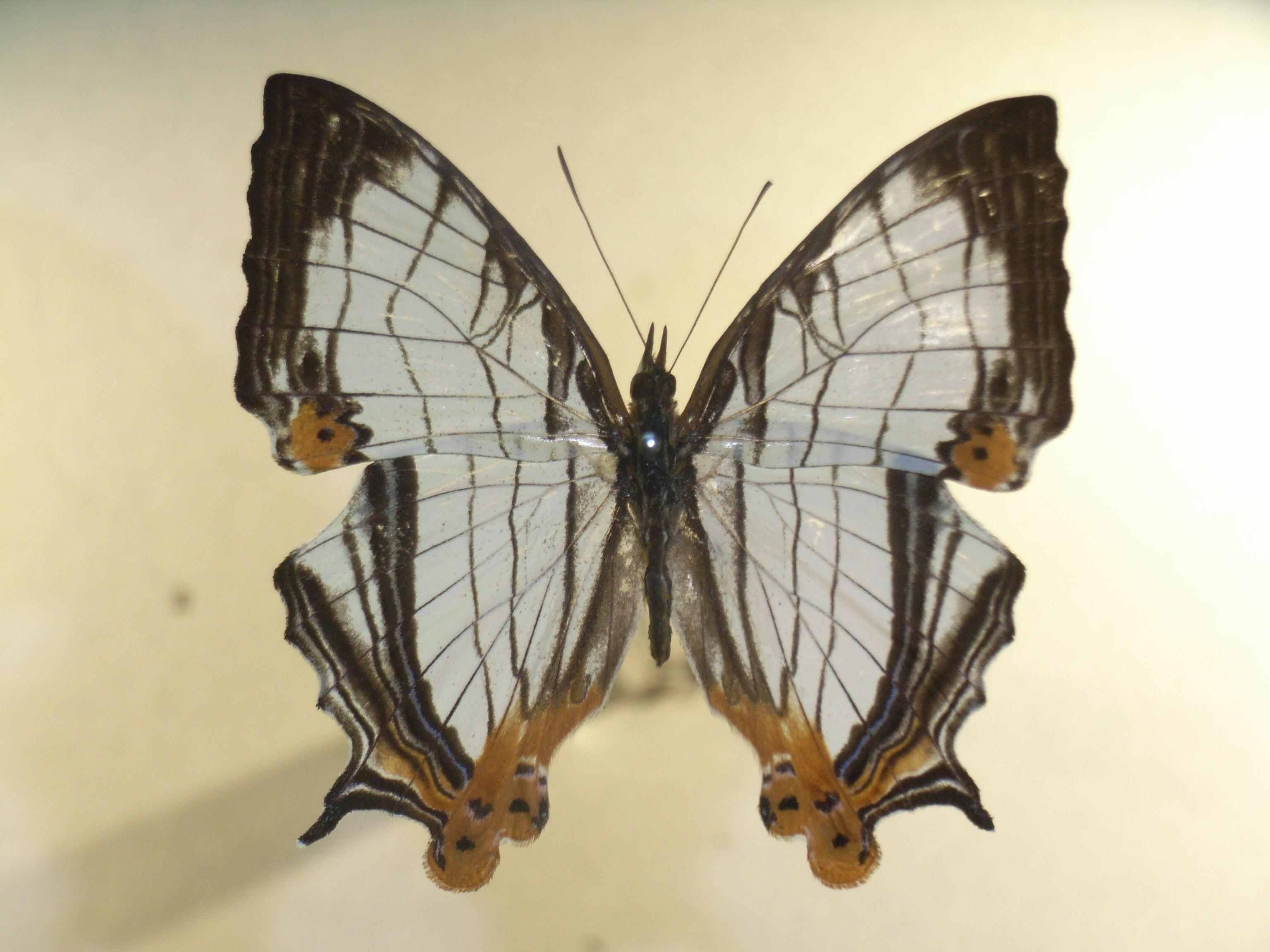
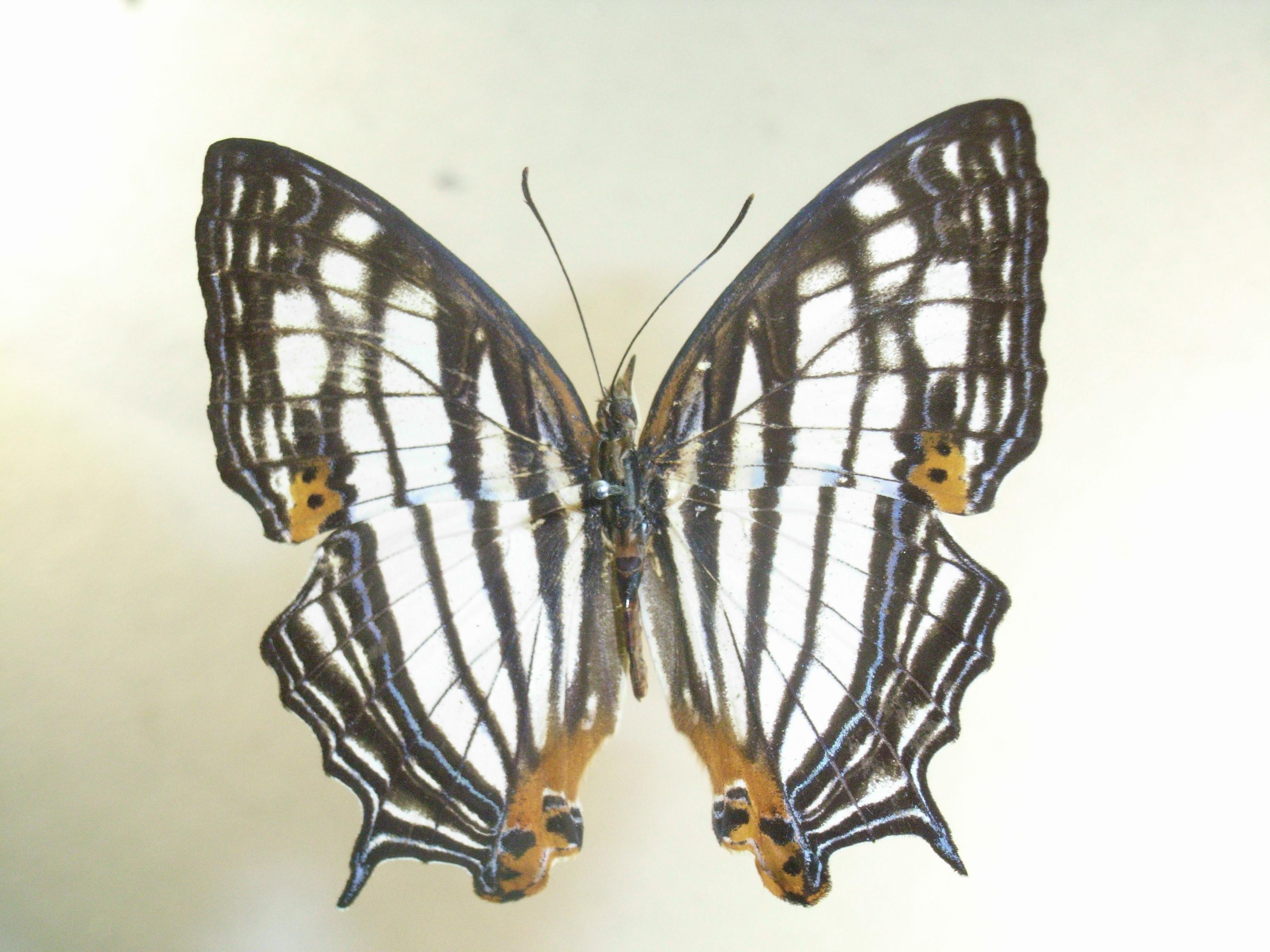